# Tate Stevens
Stephen Eatinger (Belton, Missouri, 1975. március 1. –) ismertebb (színpadi) nevén Tate Stevens egy amerikai country zenész, aki az amerikai X Factor második évadának nyertese is egyben. Jutalma egy 5 millió dollár értékű lemezszerződés a Syco Music és Epic Records kiadóknál.

## Gyerekkora
Steve Texas-ból költözött Belton-ba gyerekkorában. Ott is nőtt fel, a Belton High School-ban érettségizett 1994-ben. Édesapja dobos volt egy texasi country stílusú együttesben.

## Zenei pályafutása

### 1994–2004: Tate Stevens ésDixie Cadillacs
Stevens a 90-es években vette fel színpadi nevét. Érettségi után a Dixie Cadillacs együttes frontembereként turnézott. Később Missouri-be költözött, ahol családot alapított, és többek között építészettel kereste kenyerét.

### 2005–2008: Tate Stevens band ésOutlaw Junkies
2005-ben az Outlaw Junkies együttes tagja lett. 2008-ban kilépett, hogy a Tate Stevens Band-et megalapíthassa. 2008-ban dalokat írt és saját albumot adott ki.

### 2012:The X Factor
2012-ben Stevens jelentkezett a amerikai X Factor második évadának Kansas City-i meghallgatására, ahol L.A. Reid, Demi Lovato, Britney Spears és Louis Walsh előtt kellett előadnia az Anything Goes-t (eredeti előadó: Randy Houser), ahonnan továbbjutott a táborba. Ott Tony Rich felvételét, a Nobody Knows-t énekelte el. A mentorok házában a "25 éven felüliek" kategóriájába került, mentora L.A. Reid volt. A Back At One-nal lépett ott fel, Justin Bieber és  Scooter Braun hallották előadását. Reid beválasztotta őt a négy versenyzője közé.
Az első héten Craig Morgan dalát, a Tough-ot énekelte el. L.A. Reid megmentette őt a párbajtól, bejutott a top 12-be. A második héten a Wanted Dead or Alive-ot választotta. Ezen a héten a nézői szavazatok alapján első helyezett lett. A harmadik héten a From This Moment-el jelent meg, amikor is szintén első helyet foglalt el. Az I’m Already There-el viszont csak második helyet ért el (ezen a héten Carly Rose Sonenclar volt az első). Az ötödik adásban is második helyezett volt. Akusztikus Livin’ on a Prayer feldolgozása viszont újra meggyőzte a nézőket. Ezután rajongói az If Tomorrow Never Comes-t választották számára.
Előadások az X Factor-ben:
| Adás          | Téma                              | Dal                            | Eredeti előadó  | Sorrend | Eredmény                      |
| ------------- | --------------------------------- | ------------------------------ | --------------- | ------- | ----------------------------- |
| Meghallgatás  | Szabadon választott               | Anything Goes                  | Randy Houser    | -       | Továbbjutás a táborba         |
| Tábor 1       | Szóló előadás                     | Nem adták le                   | Nem adták le    | -       | Továbbjutás a tábor 2-be      |
| Tábor 2       | Duett                             | Nobody Knows Willie Jones-szel | Tony Rich       | -       | Továbbjutás a mentorok házába |
| Mentorok háza | Szabadon választott               | Back at One                    | Brian McKnight  | -       | Továbbjutás az élő adásba     |
| 1. hét        | Amerikában készült                | Tough                          | Craig Morgan    | 10.     | Megmentve                     |
| 2. hét        | Filmzenék                         | Wanted Dead or Alive           | Bon Jovi        | 7.      | Továbbjutott (1. hely)        |
| 3. hét        | Dívák                             | From This Moment On            | Shania Twain    | 2.      | Továbbjutott (1. hely)        |
| 4. hét        | Hálaadás                          | I’m Already There              | Lonestar        | 1.      | Továbbjutott (2. hely)        |
| 5. hét        | Első helyezett slágerek           | Somebody Like You              | Keith Urban     | 6.      | Továbbjutott (2. hely)        |
| 6. hét        | Akusztikus dalok                  | Livin’ on a Prayer             | Bon Jovi        | 6.      | Továbbjutott (1. hely)        |
| 6. hét        | Pepsi Challenge dalok             | If Tomorrow Never Comes        | Garth Brooks    | 12.     | Továbbjutott (1. hely)        |
| Elődöntők     | Szabadon választott               | Bonfire                        | Craig Morgan    | 1.      | Továbbjutott                  |
| Elődöntők     | Dal, amivel a döntőbe lehet jutni | Fall                           | Clay Walker     | 5.      | Továbbjutott                  |
| Döntő         | Kedvenc előadás                   | Anything Goes                  | Randy Houser    | 2.      | Győztes                       |
| Döntő         | Duett                             | Pontoon Little Big Town-nal    | Little Big Town | 5.      | Győztes                       |
| Döntő         | Nyertes dala                      | Tomorrow                       | Chris Young     | 8.      | Győztes                       |
| Döntő         | Karácsonyi dal                    | Please Come Home for Christmas | Charles Brown   | 1.      | Győztes                       |